# Јосип Вранковић
Јосип Вранковић (Сплит, 26. октобар 1968) је бивши хрватски кошаркаш, а садашњи кошаркашки тренер.

## Каријера
Кроз каријеру је играо на позицији бека шутера. Играо је за КК Сплит у млађим категоријама а по истеку јуниорског стажа био је на позајмицама у Далвину и Алкару да би се потом вратио у матични клуб Сплит у којем је играо од 1991. до 1997. године. Након тога играо је једну сезону у Задру, затим у два наврата за Цибону (свеукупно 3,5 сезоне), те у Прокому, Лудвигсбургу и Широком где је и окончао играчку а уједно 2007. године и започео тренерску каријеру освојивши титулу првака БиХ. У Широки Бријег се вратио као тренер у сезони 2008/09.
Као тренер водио је Цибону, након отказа у Цибону преузео је хрватску кошаркашку „Б“ репрезентацију и са њом освојио златну медаљу на Медитеранским играма у Пескари 2009. У новембру 2009. године постао је селектор репрезентације Хрватске. На овој позицији наследио је Јасмина Репешу. Хрватску репрезентацију водио је на два велика такмичења (СП 2010. и ЕП 2011.) али није постигао задовољавајуће резултате те је потом одступио са селекторске функције. Од краја марта 2011. године, поново је преузео тренерску клупу Цибоне али је након осам месеци због одређених незадовољстава поднео оставку.